# Франсуа-Понсе, Жан
Жан Франсуа-Понсе (фр. Jean François-Poncet; 8 декабря 1928, Париж — 18 июля 2012, Париж) — французский политический деятель консервативного толка, дипломат. Министр иностранных дел Франции в кабинете Раймона Барра при президенте Валери Жискар д’Эстене с 29 ноября 1978 по 22 мая 1981.

## Биография
Родился в семье известного дипломата и бывшего посла Франции в Германии Андре Франсуа-Понсе.
Окончил экономический факультет Национальной школы администрации. Работал на различных должностях в системе французского МИД, являлся генеральным секретарес французской делегации на переговорах по формированию общего рынка в рамках Европейского Сообщества и Европейского сообщества по атомной энергии (Евратом). Затем -
заместитель директора отдела по европейским организациям, глава миссии технической поддержки в Марокко, советник посольства в Персии.
В 1970 г. уходит с дипломатической службы и в течение шести лет возглавляет корпорацию Carnaud SA, ведущего производителя металлической упаковки.
- 1976 г. — государственный секретарь МИД,
- 1976—1978 гг. — генеральный секретарь президента Франции Валери Жискар д’Эстена,
- 1978—1981 гг. — министр иностранных дел Франции. В первом полугодии 1979 г. являлся президентом Совета Европейского Союза,
- 1978—1994 и 1998—2004 гг. — президент генерального совета департамента Ло и Гаронна.

В 1983—2011 гг. — член французского Сената, вице-президент Комитета по международным делам, обороне и Вооруженным Силам; вице-президент Европейской делегации Сената.

## Награды
- Орден «Стара-планина» I степени (9 января 1995 года, Болгария)[2]